# USCGC Mellon (WHEC-717)
USCGC Mellon (WHEC-717) – okręt patrolowy typu Hamilton (według oficjalnej klasyfikacji ang. high endurance cutter) Straży Wybrzeża Stanów Zjednoczonych z drugiej połowy XX wieku. Stępkę jednostki położono 25 lipca 1966 w Avondale Shipyards w pobliżu Nowego Orleanu. Nosi nazwę pochodzącą od Andrew W. Mellona, 49. Sekretarza Skarbu, który urzędował w latach 1921-1932. Zwodowany 11 lutego 1967, matką chrzestną została prawnuczka patrona. Wszedł do służby 9 stycznia 1968. Przeszedł przebudowę FRAM w latach 1985-1989.
"Mellon" był pierwszym i jedynym kutrem USCG wyposażonym w rakiety Harpoon. Testowe odpalenia zostały przeprowadzone w styczniu 1990. Otrzymał także wyposażenie przeciwpodwodne, w tym sonar AN/SQS-26 i torpedy Mark 46. Wyposażenie ZOP i rakiety zostały usunięte z powodów finansowych, ale posłużyło jako przykład możliwości modernizacji innych kutrów USCG.